# 澳門特別行政區政府2022年財政年度施政報告
澳門特別行政區政府2022年財政年度施政報告是澳門第5任行政長官賀一誠於2021年發表的任內第三份施政報告，如同過去的慣例，於年尾公佈下一年的施政報告。

## 聽取意見和建議
賀一誠自2021年10月便開始會見澳門多個構購和團體，聽取施政報告的意見和建議。包括：澳門工會聯合總會、澳門街坊會聯合總會、澳門婦女聯合總會、民眾建澳聯盟、澳區全國人大代表、澳門中華總商會、澳區省級政協委員聯誼會、澳門公務人員聯合總會、澳區全國政協委員、中華全國青年聯合會澳區委員、澳門中小企業協進會、澳門公職人員恊會。

## 日程
特區政府於2021年10月29日公佈，澳門特別行政區行政長官賀一誠於2021年11月16日公佈2022年度施政報告。相關日程如下表：
| 日期及時間             | 相關人員 | 事項                                                   |
| ---------------------- | -------- | ------------------------------------------------------ |
| 11月16日 15:00         | 賀一誠   | 2020年度施政重點回顧以及發表《2021年財政年度施政報告》 |
| 11月17日 15:00 - 18:00 | 賀一誠   | 回答議員對施政報告提問                                 |
| 11月24日 15:00 - 24:00 | 張永春   | 行政法務領域施政辯論                                   |
| 11月26日 15:00 - 24:00 | 李偉農   | 經濟財政領域施政辯論                                   |
| 11月29日 15:00 - 24:00 | 黃少澤   | 保安領域施政辯論                                       |
| 12月1日 15:00 - 24:00  | 歐陽瑜   | 社會文化領域施政辯論                                   |
| 12月3日 15:00 - 24:00  | 羅立文   | 運輸工務領域施政辯論                                   |

## 官方資訊
| 公佈日期   | 施政文本/方針                                                 | 備注 |
| ---------- | ------------------------------------------------------------- | ---- |
| 2021-11-15 | 2021年度施政重點回顧 （页面存档备份，存于）                   |      |
| 2021-11-16 | 2022年財政年度施政報告文本 （页面存档备份，存于）             |      |
| 2021-11-16 | 2022年財政年度施政報告重點 （页面存档备份，存于）             |      |
| 2021-11-16 | 2022年財政年度各領域施政重點 （页面存档备份，存于）           |      |
| 2021-11-16 | 2022年財政年度各範疇施政方針概要 （页面存档备份，存于）       |      |
| 2021-11-24 | 張永春司長引介行政法務司領域的施政方針 （页面存档备份，存于） |      |
| 2021-11-24 | 行政法務領域2022年財政年度施政方針 （页面存档备份，存于）     |      |
| 2021-11-26 | 李偉農司長引介行政法務司領域的施政方針 （页面存档备份，存于） |      |
| 2021-11-26 | 經濟財政領域2022年財政年度施政方針 （页面存档备份，存于）     |      |
| 2021-11-29 | 黃少澤司長引介保安司領域的施政方針 （页面存档备份，存于）     |      |
| 2021-11-29 | 保安領域2022年財政年度施政方針 （页面存档备份，存于）         |      |
| 2021-12-01 | 歐陽瑜司長引介社會文化司領域的施政方針 （页面存档备份，存于） |      |
| 2021-12-01 | 社會文化領域2022年財政年度施政方針 （页面存档备份，存于）     |      |
| 2021-12-03 | 羅立文司長引介運輸工務司領域的施政方針 （页面存档备份，存于） |      |
| 2021-12-03 | 運輸工務領域2022年財政年度施政方針 （页面存档备份，存于）     |      |

## 施政方向

##### 總體方向[15]
2022年財政年度施政報告主題是凝心聚力 共創新局，2022年施政總體方向是：，防疫情、穩復甦、保民生、促多元、強合作、謀發展。

### 主要任務[15]
一、澳門特區“二五”規劃與二〇二五年發展願景
二、二〇二二年澳門發展形勢評估
三、二〇二二年特區政府施政總體方向和主要任務
- 堅持全面準確貫徹“一國兩制”、“澳人治澳”、高度自治的方針
- 堅持加快經濟適度多元發展方向
- 堅持以人為本施政理念，推進民生建設優化工作
- 堅持問題導向，推進深化公共行政改革工作
- 堅持“一中心、一平台、一基地”定位
- 堅持融入國家發展大局，推進深化區域合作工作。

## 施政重點[16][17][18]
一、築牢疫情防控體系，推動經濟穩定復甦
二、大力培育發展產業，加快經濟適度多元
三、共商共建共管共享，務實推進橫琴建設
四、優化社會民生工作，提升民生服務水平
五、切實維護國家安全，鞏固城市安全防線
六、深化公共行政改革，強化重點領域立法
七、加強教青文體工作，完善人才引進制度
八、有序完善城市規劃，建設智慧宜居城市
九、積極推進區域合作，更好融入國家發展

## 施政報告及辯論重點

### 修改《維護國家安全法》
澳門《維護國家安全法》自2009年成功落實，行政長官賀一誠於施政報告中提到因社會和國際形勢變化對國安法進行修改，他表示澳門特區政府未曾執行過國安法，因此未有執行的經驗。被問到修改國安法會否更嚴謹及作公開諮詢，賀一誠指，修改國安法肯定會較嚴謹，離不開刑法等有系統的法律，刑訴法內對國安有不少細化條文，或會再引用相關法例，把定義更加清晰，避免造成混淆。

### 澳門理工由「學院」升格為「大學」
2021年11月16日，澳門特別行政區行政長官賀一誠在施政報告宣佈澳門理工學院將更名為澳門理工大學，於2022年3月1日正式更名，並致力發展成亞太地區領先的應用型大學。

## 成果及效益[21]
（一）務實推進經濟適度多元
（二）社會民生工作持續優化
（三）公共行政改革不斷深化
（四）宜居城市建設逐步展開
（五）積極有力應對疫情
（六）持續有效紓民困保就業
（七）維護國安工作全面落實
（八）深合區建設多方位推進

## 社會反應/爭議

### 六大博企賭牌到期問題
對於2022年中六大博企持有的博彩經營權到期，將會進行重新競投，然而新《博彩法》至今依然進行法案修改中。2021年11月16日，行政長官賀一誠在出席施政報告記者會中回應傳媒提問時提到若賭牌競投趕不及在新《博彩法》公布後進行，就可以按原合同進行續期。他指出，賭牌競投要在新《博彩法》公布後進行，但如果有關事宜「來不及」進行，就會按原本的合同進行續期，而現時原合同有續期的機制。他強調，當局會儘快進行有關工作，不過會「按步就班」，又強調六間博企公司清晰未來博彩業應向健康發展。 

### 立法會議員評價
對於澳門特區行政長官賀一誠發表《2022年財政年度施政報告》。多位立法會議員對施政報告作出評價，有部分議員關注「開源節流」問題、對疫下未能提供保障財政收入和控制支出感到失望，另外有議員關注行政改革、疫下援助和多方面具體政策等。直選議員方面，議員林宇滔表示對報告未就財政「開源」提出針對性措施感失望；而議員高天賜指報告中資助措施需要完善，財政支出應該審慎使用；議員羅彩燕表示報告整體良好但公共行政改革等著墨不足；議員李靜儀批評報告中對本地人才培養大方向未明，就業問題未給出新政策；議員黃潔貞指報告對經濟和就業方面的措施未有「新突破」。

### 水貨客問題引起各議員關注
2021年11月29日，立法會舉行2022年財政年度保安司範疇進行施政辯論，多名議員續關注澳門各執法部門面對打擊水貨客問題，有議員問及除了關閘以外，其他口岸是否存在水客問題。保安司司長黃少澤表示，由今年1至10月在關閘出入境的水客有5,195人，橫琴口岸有35人，港珠澳大橋珠澳口岸有17人，2021年下旬才新啟用的青茂口岸有36人。他表示，各口岸都有水客走私的情況，但相較之下沒有關閘般嚴重；他又指，當局在各口岸都有持續做打擊水客的相關工作，只是他們選擇關閘較多，亦因水客過關後是將貨物交到一些商鋪，而有關商鋪是較集中在拱北口岸。
同日，官委議員胡祖杰建議透過「天眼」打擊境內水貨客，保安司司長黃少澤在回應時指海關正開發一套旅客篩查系統，透過「天眼」系統中的人臉識別，加強打擊水貨客。不過，由於口岸不屬於公共道路，當中不適用《天眼法》，而是適用《個人資料保護法》。 保安司司長黃少澤稱，現時超過三分一案件透過「天眼」輔助進行偵查，很多嚴重案件都是通過「天眼」輔助成功偵查。直選議員顏奕恒表示現時保安當局計劃如「水客」 被查獲「走水貨」兩至三次，將被界定為以「走水貨」維生，他們的「外地僱員身份認別證」(俗稱「藍卡」)續期將會受影響。有部分中小企反映相關政策令他們無所適從，希望在相關措施上能適當保障中小企的外僱安排。
保安司司長黃少澤回應各議員提問時指，「走水貨」的行為犯法就是犯法，他表示「犯法之後還可以網開一面不是我們應該有的態度！」。直選議員羅彩燕就形容水貨問題已形成一條產業鏈，像山火般難以撲滅，認為與珠澳兩地跨境部門和執法部門進行加強工作。黃少澤亦坦言，在疫情下水客活動增加，前線人員做到「氣咳」並針對水客「黑點」作不定期巡查，並與中國大陸執法部門聯合打擊水客，又指部分活動在澳門是不犯法，但相反在中國大陸屬於犯法，通過將有關黑名單交到內地，助其有針對性執法。

## 外部連結
- 行政長官辦公室網站 （页面存档备份，存于）

- 施政報告專題網站 （页面存档备份，存于）

- 行政長官辦公室專屬Youtube頻道 （页面存档备份，存于）